# خوسه فرانسیسکو رینوسو
خوسه فرانسیسکو رینوسو (اسپانیایی: José Francisco Reinoso‎؛ زادهٔ ۲۰ مهٔ ۱۹۵۰) بازیکن فوتبال اهل کوبا بود.
وی همچنین در تیم ملی فوتبال کوبا بازی کرده‌است.